# Минневанка

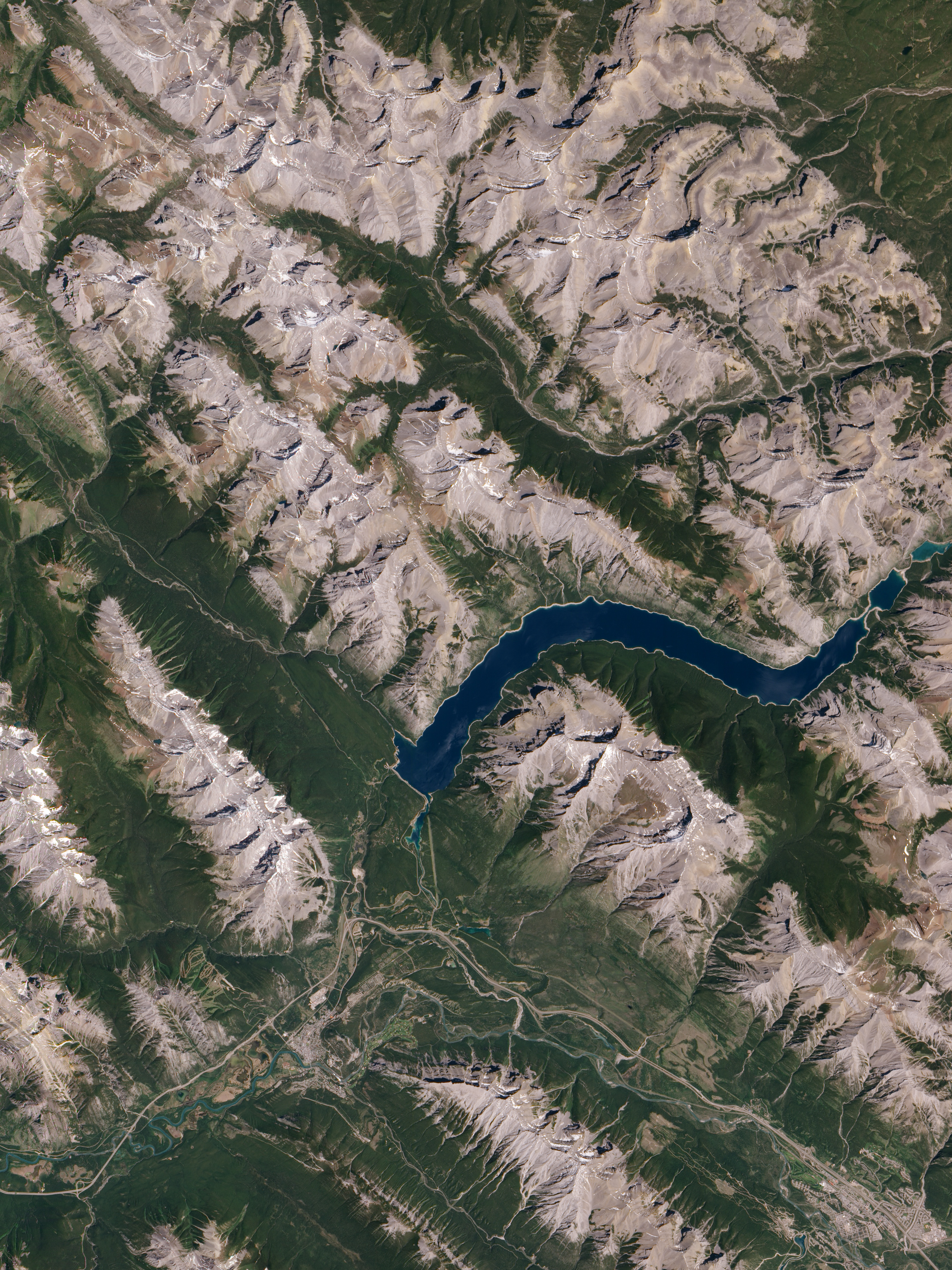
Озеро Минневанка. Спутниковый снимок NASA

Минневанка (англ. Lake Minnewanka) — озеро в южной части провинции Альберта (Канада). Общая площадь — 21,5 км², глубина до 142 метров. Находится на территории национального парка Банф. Является самым длинным озером на территории горных парков Канадских Скалистых гор. Высота над уровнем моря 1500 метров. Для выработки электроэнергии в 1912 и 1941 годах были построены плотины, поднявшие уровень озера на 30 метров. Озеро привлекает туристов великолепной рыбной ловлей (особенно форели), красотой окружающих гор и своей изумрудной водой.

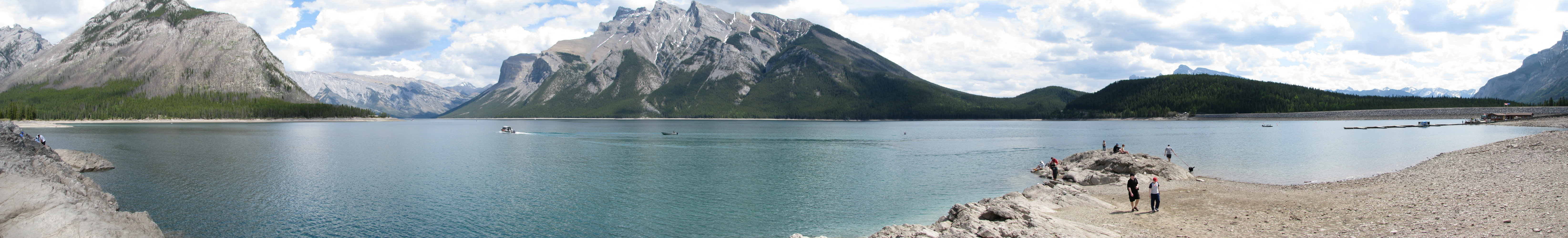
Панорама озера Минневанка